# Интернационализам (лингвистика)
Интернационализам или интернационална реч у лингвистици је израз за позајмљеницу која се појављује у неколико језика (транслингвизам) са истим или сличним значењем и етимологијом. Ове речи постоје у „неколико различитих језика као резултат истовремених или узастопних посуђивања од крајњег извора” (И. В. Арнолд). Изговор и правопис су слични, тако да је реч разумљива између различитих језика.
Расправљано је о томе колико је језика потребно како би реч била интернационализам. На пример, према Гиладу Цукерману, најважнији језици који треба да укључују исту лексичку ставку како би се класификовала као интернационализам у хебрејском језику су јидиш, пољски, руски, француски, немачки и енглески језик.

## Порекло
Европски интернационализми воде порекло од латинског и грчког језика, али такође и из других језика. Ипак, због тога што је енглески језик главни лингва франка западног света, све је већи број интернационализама који потичу из енглеског језика. Многе неевропске речи постале су интернационалне.

## Примери
- Академија
- Атом
- Аутомобил
- Блог
- Чоколада
- Кафа
- Литература
- ОК
- Радио
- Шок
- Спорт
- Студио
- Табу
- Такси
- Цунами
- Компјутер
- Дизајн
- Диктатор
- Доктор
- Хотел
- Интернет
- Метро
- Микроскоп
- Полиција
- Политика
- Психологија
- Телефон
- Телескоп
- Телевизија
- Тенис